# حلزون (ماتیس)
حلزون (انگلیسی: The Snail) کلاژ از آنری ماتیس است.